# Наноядро
Наноядро — архитектура ядра операционной системы компьютеров, в рамках которой крайне упрощённое и минималистичное ядро выполняет лишь одну задачу — обработку аппаратных прерываний, генерируемых устройствами компьютера. После обработки прерываний от аппаратуры наноядро, в свою очередь, посылает информацию о результатах обработки (например, полученные с клавиатуры символы) вышележащему программному обеспечению при помощи того же механизма прерываний. Также часто реализуют минимальную поддержку потоков: создание и переключение.
В некотором смысле концепция наноядра близка к концепции HAL — Hardware Abstraction Layer, предоставляя вышележащему ПО удобные механизмы абстракции от конкретных устройств и способов обработки их прерываний.
Наиболее часто в современных компьютерах наноядра используются для виртуализации аппаратного обеспечения реальных компьютеров или для реализации механизма гипервизора, с целью позволить нескольким или многим различным операционным системам работать одновременно и параллельно на одном и том же компьютере. Например, VMware ESX Server реализует собственное наноядро, не зависимое от ОС и устанавливаемое на «голое железо». Поверх этого наноядра работают пользовательские и административные утилиты VMware и сами операционные системы, виртуализируемые в ESX Server.
Наноядра также могут использоваться для обеспечения переносимости операционных систем на разное аппаратное обеспечение или для обеспечения возможности запуска «старой» операционной системы на новом, несовместимом аппаратном обеспечении без её полного переписывания и портирования. Например, фирма Apple Computer использовала наноядро в версии Mac OS Classic для PowerPC для того, чтобы транслировать аппаратные прерывания, генерировавшиеся их компьютерами на базе процессоров PowerPC в форму, которая могла «пониматься» и распознаваться Mac OS для процессоров Motorola 680x0. Таким образом, наноядро эмулировало для Mac OS «старое» 680x0 железо. Альтернативой было бы полное переписывание и портирование кода Mac OS на PowerPC при переходе с 680x0 на них. Позднее, в эпоху Mac OS 8.6, наноядро виртуализировало предоставляемые PowerPC мультипроцессорные возможности и обеспечивало поддержку SMP в Mac OS. Другие удачные примеры использования наноядерных архитектур включают наноядро Adeos, работающее как модуль ядра для Linux и позволяющее выполнять одновременно с Linux какую‐либо операционную систему реального времени.
Наноядро может быть настолько маленьким и примитивным, что даже важнейшие устройства, находящиеся непосредственно на материнской плате или на плате контроллера встраиваемого устройства, такие, как таймер или программируемый контроллер прерываний, обслуживаются специальными драйверами устройств, а не непосредственно ядром. Такого рода сверхминималистичные наноядра называют иногда пикоядрами.
Термин «наноядро» иногда неформально используется для описания очень маленьких, упрощённых и лёгких микроядер, таких, как L4.